# Aldo Fraschetti
Aldo Fraschetti (1898) è stato un calciatore italiano, di ruolo ala.

## Carriera
Cresciuto nella Juventus Roma, dal 1919 in poi è nella rosa della Lazio, ed a partire dal 1922-1923 diventa titolare in prima squadra, raggiungendo in quella stagione la finalissima per il titolo nazionale persa contro il Genoa.
Dal 1922 al 1926 gioca per quattro anni in massima serie con i biancocelesti, disputando complessivamente 59 gare e segnando 17 reti.